# Rhynchosia volubilis
Rhynchosia volubilis là một loài thực vật có hoa trong họ Đậu. Loài này được Lour. miêu tả khoa học đầu tiên.